# مطار سكياثوس الدولي
مطار سكياثوس الكسندروس باباديامانتيس (Skiathos Alexandros Papadiamantis Airport) (إياتا: JSI، إيكاو: LGSK) هو مطار في جزيرة سكياثوس ، اليونان. يبلغ طول مدرجه البالغ طوله 5,341 قدم، قادر على استيعاب الطائرات حتى حجم طائرة بوينغ 757-200. يتميز المدرج بأنه «قصير وضيق». بسبب التضاريس غير المستوية في جزيرة سكياثوس، تم إنشاء مطار سكياثوس عن طريق استصلاح أراضي من البحر بين جزيرة سكياثوس وجزيرة لازاريتا الأصغر (مستعمرة ليبير سابقا) التي انضمت فعليًا إلى الجزيرتين في جزيرة واحدة أكبر. سميت على اسم الكسندروس باباديامانتيس، الروائي اليوناني.
المدرج القصير للمطار وقربه من طريق عام مجاور جعل منه وجهة شهيرة. غالبًا ما تتم مقارنته بمطار مطار الأميرة جوليانا الدولي في سانت مارتن لأن كلا المطارين يوفران للجمهور القدرة على مشاهدة الهبوط والإقلاع بشكل قانوني من مسافة قريبة جدًا.

## شركات الطيران والوجهات
| شركـات طيـران              | الوجهات |
| -------------------------- | --- |
| طيران صربيا                | موسمي عارض: مطار بلغراد نيكولا تسلا                                                                                             |
| Avanti Air                 | موسمي عارض: مطار غراتس، مطار كلاغنفورت                                                                                          |
| الخطوط الجوية النمساوية    | موسمي: مطار فيينا الدولي |
| الخطوط الجوية البريطانية   | موسمي: مطار لندن سيتي |
| كوندور للطيران             | موسمي: مطار دوسلدورف الدولي، مطار ميونخ الدولي                                                                                  |
| Cyprus Airways             | موسمي: مطار لارنكا الدولي |
| إيزي جيت                   | موسمي: مطار مالبينسا، مطار نابولي                                                                                               |
| إديلويس إير                | موسمي: مطار زيورخ الدولي |
| Eurowings Discover         | موسمي: مطار فرانكفورت، مطار ميونخ الدولي                                                                                        |
| جيت تو دوت كوم             | موسمي: مطار برمينغهام، مطار بريستول، East Midlands ‏، مطار إدنبرة، Leeds/Bradford، مطار لندن ستانستد، مطار مانشستر، مطار نيوكاسل |
| نيوس (شركة طيران)          | موسمي: مطار مالبينسا، Verona |
| Olympic Air                | مطار أثينا الدولي |
| الخطوط الجوية الإسكندنافية | موسمي عارض: مطار كوبنهاغن، Gothenburg، مطار أوسلو-غاردرموين، مطار ستافانغر الدولي، مطار ستوكهولم أرلاندا                        |
| رايان إير                  | موسمي: مطار باري كارل فويتيالا ‏ مطار بيزا الدولي، مطار فاكلاف هافيل الدولي، مطار ليوناردو دا فينشي، مطار فيينا الدولي           |
| Sky Express ‏               | مطار أثينا الدولي |
| خطوط ترافل سيرفس الجوية    | موسمي عارض: مطار فاكلاف هافيل الدولي                                                                                            |
| Sunclass Airlines          | موسمي عارض: مطار كوبنهاغن، مطار أوسلو-غاردرموين، مطار ستوكهولم أرلاندا                                                          |
| ترانسافيا فرنسا            | موسمي: مطار باريس أورلي |
| توي للطيران                | موسمي: مطار برمينغهام، مطار بريستول، East Midlands ‏، مطار غاتويك، مطار لندن لوتن، مطار مانشستر، مطار نيوكاسل                    |
| أركي فلاي                  | موسمي: مطار سخيبول أمستردام |
| فولوتيا                    | موسمي: مطار باري كارل فويتيالا ‏، مطار نابولي، مطار تورينو، مطار البندقية ماركو بولو                                             |
| ويز للطيران                | موسمي: مطار هنري كواندا الدولي، مطار مالبينسا، مطار نابولي، مطار ليوناردو دا فينشي                                              |

## الإحصائيات
البيانات مأخوذة من الموقع الرسمي للمطار.

### الركاب حسب البلد (2022)
| الرتبة | البلد           | المجموع |
| ------ | --------------- | ------- |
| 1      | المملكة المتحدة | 192,305 |
| 2      | إيطاليا         | 89,464  |
| 3      | اليونان         | 49,775  |
| 4      | السويد          | 28,440  |
| 5      | النمسا          | 25,553  |
| 6      | ألمانيا         | 25,409  |
| 7      | رومانيا         | 15,862  |
| 8      | هولندا          | 13,676  |
| 9      | الدنمارك        | 12,647  |
| 10     | النرويج         | 11,876  |
| 11     | صربيا           | 10,094  |
| 12     | قبرص            | 10,087  |
| 13     | فرنسا           | 8,367   |
| 14     | سويسرا          | 5,797   |
| 15     | بولندا          | 5,651   |